# Caroline Møller
Caroline Møller (Hobro, Nordjylland; 19 de diciembre de 1998) es una futbolista danesa que juega como delantera en el Real Madrid Club de Fútbol de la Primera División de España desde la temporada 2021-22. Es internacional absoluta con la selección danesa.

## Trayectoria

### Inicios y despunte en Dinamarca
Nacida a finales de 1998, empezó a jugar al fútbol con el Hobro Idræts Klub de su ciudad natal en 2006, hasta que en 2013, a los 15 años, ingresó en el Idrætsklubben Skovbakken, con quien jugó una temporada en el primer equipo.
Tras su debut profesional se trasladó a Estados Unidos durante el parón invernal, e ingresó en la IMG Academy de Bradenton, Florida. A su regreso a Dinamarca en el verano de 2015, sus derechos fueron adquiridos por el campeón danés Fortuna Hjørring. Con la camiseta verde y blanca, Møller Hansen ganó tres campeonatos nacionales, en 2016, 2018 y 2020, terminando segundo detrás de Brøndbyernes Idrætsforening en otras tantas ocasiones, y dos Copas de Dinamarca, en 2016 y 2019. En las dos últimas temporadas en el club danés fueron las más prolíficas de su carrera, con 14 goles en su haber. Con el Fortuna debutó además en la Liga de Campeones, el 16 de noviembre de 2016 en el partido de vuelta de los octavos de final. En el encuentro, ante las italianas de la Associazione Calcio Femminile Brescia, entró como sustituta en el minuto 70 del partido, vencido 3-1, pasando así la ronda tras el triunfo por 1-0 del partido de ida antes de ser eliminada en cuartos de final por el Manchester City Football Club. El 11 de septiembre de 2019 marcó su primer gol en la competición, el del 0-1 definitivo del partido de ida de los dieciseisavos de final ante los albaneses de Klubi Sportiv Vllaznia Shkodër; anotó también un doblete en la victoria por 2-0 en el partido de vuelta, pero fueron eliminadas en octavos de final por las más laureadas del torneo, las francesas del Olympique Lyonnais tras un contundente 11-0 en la eliminatoria.

### Etapa en el sur de Europa
Después de cinco temporadas en Dinamarca, en el verano de 2020 se unió a la disciplina del Football Club Internazionale. Con las italianas disputó una única temporada en la que anotó cinco goles en veinte partidos (más dos en otros tantos partidos de Copa Italia) antes de finalizar su contrato.
Con la carta de libertad recaló en el Real Madrid Club de Fútbol, quien tras haber creado su sección femenina apenas un año atrás, reforzó sobremanera su equipo en vistas a su debut en la máxima competición continental. Møller se convirtió así en el octavo fichaje del club antes del comienzo de la nueva temporada. Con «las blancas» anotó su primer gol en la sexta jornada, en la victoria por 2-1 frente a la Sociedad Deportiva Eibar, tras un cabezazo a centro de Kenti Robles.

## Selección
Recibió sus primeras convocatorias de la Unión Danesa de Fútbol en 2013, a los 14 años, para la categoría sub-16, con la que disputó nueve partidos hasta 2014.
En 2015 se incorporó a la sub-19, donde disputó las eliminatorias del Europeo sub-19 de Eslovaquia 2016 e Irlanda del Norte 2017, sin clasificarse para la fase final. Cerró su etapa en el combinado en 2017 con 22 apariciones y 11 goles. En la misma fecha fue seleccionada por la categoría sub-23, y a finales del mismo año fue convocada por primera vez en la selección absoluta, pero para el debut tuvo que esperar hasta el 4 de marzo de 2020, en la reconocida Copa de Algarve. Este se produjo en el partido ante Noruega perdido por 2-1, y en el que entró en el minuto 61 en lugar de Emma Snerle.

## Estadísticas

### Clubes
Actualizado al último partido disputado el 1 de junio de 2022.
| Club                   | Temporada     | Div.          | Liga  | Liga  | Copa  | Copa  | Internacional | Internacional | Total | Total | Media goleadora |
| Club                   | Temporada     | Div.          | Part. | Goles | Part. | Goles | Part.         | Goles         | Part. | Goles | Media goleadora |
| ---------------------- | ------------- | ------------- | ----- | ----- | ----- | ----- | ------------- | ------------- | ----- | ----- | --------------- |
| D. K. Fortuna Hjørring | 2016-17       | 1.ª           | –     | –     | –     | –     | 4             | –             | 4     | 0     | 0               |
| D. K. Fortuna Hjørring | 2017-18       | 1.ª           | 11    | 2     | –     | –     | 2             | –             | 13    | 2     | 0.15            |
| D. K. Fortuna Hjørring | 2018-19       | 1.ª           | 23    | 14    | 5     | 4     | 2             | –             | 30    | 18    | 0.60            |
| D. K. Fortuna Hjørring | 2019-20       | 1.ª           | 19    | 14    | 4     | 4     | 4             | 3             | 27    | 21    | 0.78            |
| D. K. Fortuna Hjørring | Total club    | Total club    | 53    | 30    | 9     | 8     | 12            | 3             | 74    | 41    | 0.55            |
| F. C. Internazionale   | 2020-21       | 1.ª           | 20    | 5     | 5     | 4     | –             | –             | 25    | 9     | 0.36            |
| Real Madrid C. F.      | 2021-22       | 1.ª           | 28    | 3     | 4     | –     | 10            | 3             | 42    | 6     | 0.14            |
| Real Madrid C. F.      | 2022-23       | 1.ª           | 28    | 3     | 4     | 0     |               |               |       |       |                 |
| Real Madrid C. F.      | 2023-24       | 1.ª           | 23    | 9     |       |       | 5             | 1             |       |       |                 |
| Real Madrid C. F.      | Total club    | Total club    | 28    | 3     | 4     | 0     | 10            | 3             | 42    | 6     | 0.14            |
| Total carrera          | Total carrera | Total carrera | 101   | 38    | 18    | 12    | 22            | 6             | 141   | 56    | 0.4             |
| 1. 2. 3.               |               |               |       |       |       |       |               |               |       |       |                 |

## Palmarés

### Títulos nacionales
| Título             | Club                   | Año  |
| ------------------ | ---------------------- | ---- |
| Campeonato de Liga | D. K. Fortuna Hjørring | 2016 |
| Copa               | D. K. Fortuna Hjørring | 2016 |
| Campeonato de Liga | D. K. Fortuna Hjørring | 2018 |
| Copa               | D. K. Fortuna Hjørring | 2019 |
| Campeonato de Liga | D. K. Fortuna Hjørring | 2020 |